# Schlössel (Diedesfeld)
Das Schlössel ist ein Bauwerk in Neustadt an der Weinstraße. Es steht unter Denkmalschutz.

## Lage
Das Bauwerk befindet sich im Stadtteil Diedesfeld innerhalb der örtlichen Lauterstraße und trägt die Hausnummer 7. Es ist Bestandteil der Denkmalzone Ortskern.

## Geschichte
Beim Schlössel handelt es sich um einen ehemaligen fürstbischöflichen speyerischen Amtshof. Er wurde von 1588 bis 1594 vom Speyerer Bischof Eberhard von Dienheim gebaut und diente diesem als Sommerresidenz. Aufgrund von Schulden, die er angehäuft hatte, wurde das Haus jedoch bereits nach kurzer Zeit verkauft und hatte in den Folgejahrhunderten wechselnde Besitzer. Seit 1978 gehört es Bernt Carstens; zu diesem Zeitpunkt war sein Zustand heruntergekommen.

## Architektur
Das Gebäude stellt einen stattlichen Krüppelwalmdachbau dar, der teilweise Fachwerk umfasst: Hinzu kommt ein Treppenturm, der mit der Jahreszahl 1594 bezeichnet ist. Zum Ensemble gehört außerdem ein Fachwerkbau über dem Hochkeller und eine Scheune, die im Kern mutmaßlich aus dem 17. Jahrhundert stammt; ihr Renaissanceportal ist mit 1587 bezeichnet, während die Bruchsteinumfassungsmauer um 1600 entstand.